# Microphone (film)
Pour plus de détails, voir Fiche technique et Distribution.
Microphone est un film réalisé en 2010.

## Synopsis
Khaled retourne à Alexandrie après des années passées à voyager. Tout d'abord, il ne parvient pas à comprendre comment sa ville natale a pu changer autant durant son absence. Il découvre qu’il est trop tard pour renouer avec son ancien amour et que sa relation avec son père, déjà âgé, est définitivement rompue. Il traîne dans les rues et rencontre ainsi la scène artistique underground : chanteurs de hip-hop, skate-boarders, artistes de graffitis… Avec des ressources limitées, il tente d’encourager ce mouvement et d’attirer l’attention sur les diverses facettes de sa ville.

## Fiche technique
- Réalisation : Ahmad Abdalla
- Production : Hisham Saqr, Khaled Abou El Naga, Mohamed Hefzy
- Scénario : Ahmad Abdalla, Haitham Yahya
- Image : Tarek Hefny
- Montage : Hisham Saqr
- Son : Ahmed Mustafa Saleh
- Musique : Y-Crew, Massar Egbari, Mascara, Soot Fel Zahma, Nossair
- Interprètes : Khaled Abou El Naga, Hany AdelYousra El Lozy, Mohamed Salah, Atef Yousef, Ahmed Magdy

## Récompenses
- Dubái 2010
- Cartago 2010
- El Cairo 2010